# 파비안 함뷔헨
파비안 함뷔헨(독일어: Fabian Hambüchen, 독일어 발음: [ˈfaːbi̯aːn ˈhamˌbyːçn̩] ( 듣기), 1987년 10월 25일~)은 독일의 은퇴한 체조 선수이다. 올림픽에 4회 참가하였으며, 2016년 하계 올림픽에서 남자 철봉 금메달을 획득했다. 또한 2012년 하계 올림픽에서 철봉 은메달, 2008년 하계 올림픽에서 철봉 동메달을 획득하기도 했다.